# Micralestes lualabae
Micralestes lualabae är en fiskart som beskrevs av Poll, 1967. Micralestes lualabae ingår i släktet Micralestes och familjen Alestidae. IUCN kategoriserar arten globalt som livskraftig. Inga underarter finns listade i Catalogue of Life.